# Veikko Kankkonen
Veikko Kankkonen (n. 5 ianuarie 1940, Sotkamo, Oulu, Finlanda) este un săritor cu schiurile ce a reprezentat Finlanda, medaliat olimpic. A participat la 3 ediții ale Jocurilor Olimpice (1960, 1964, 1968) în care a câștigat o medalie de aur și o medalie de argint.